# Juraj V Zrinski
Juraj V Zrinski  (Čakovec, 31 de enero de 1599-Presburgo, 28 de diciembre de 1626, en húngaro, V. Zrínyi György) guerrero y ban crota, miembro de la insigne  familia Zrinski, era nieto de Nikola Šubić Zrinski, muerto en el sitio de Szigetvár y padre de Nikola Zrinski y Petar Zrinski, ejecutado durante la conspiración de los magnates.
Juraj Zrinski falleció en un campo militar durante la Guerra de los Treinta Años.